# Der Gang zum Weiher
Der Gang zum Weiher ist eine dramatische Dichtung in fünf Aufzügen von Arthur Schnitzler. Der Text erschien Anfang 1926 im S. Fischer-Verlag in Berlin. Die Uraufführung fand am 14. Februar 1931 im Burgtheater in Wien statt. Der Autor hatte die Darsteller persönlich ausgewählt – unter anderem Albert Heine, Ferdinand Onno und Else Wohlgemuth. 

## Zeit und Ort
Das Stück spielt um 1750 auf dem Schloss des Freiherrn Albrecht von Mayenau, wenige Wegstunden von der Residenz eines fiktiven Fürstentums entfernt.

## Inhalt
Im Schloss des Freiherrn wird die Ankunft eines alten Freundes, des Dichters Sylvester Thorn, erwartet. Leonilda, die 19-jährige Tochter des Freiherrn, schwärmt: "Er lebt in mir." Jahre seien verflossen, und es käme ein inzwischen älter gewordener Mann, versucht der Freiherr die Begeisterung der Tochter zu dämpfen.
Konrad von Ursenbeck, vom Marschall, seinem Vater, gesandt, erscheint und überbringt ein Schreiben an den Herrn Kanzler. Der Freiherr weist die Titulierung zurück. Der Regierung gehört er schon lange nicht mehr an. Mit Wohlgefallen konstatiert der junge Konrad, Leonilda ist inzwischen zum hübschen Fräulein herangewachsen. Der Ankömmling, ein Nachbar der von Mayenaus, erinnert sich der Kinderspiele mit dem jungen Mädchen. Jetzt verteidigt er die Landesgrenze. Und Konrad bleibt dabei – der Freiherr sei der rechte Mann auf dem verwaisten Kanzlerposten. Der Freiherr, ehemals ein Friedenskanzler, geht mit Konrad ins Gericht. Auch der Ankömmling gehöre jenen an, die kriegerische Auseinandersetzung mit dem Nachbarn suchten. In dem oben genannten Brief steht, der Marschall wolle dem Feind zuvorkommen und losschlagen. Heißsporn Konrad ist der Meinung seines Vaters.
Sylvester, einem Pogrom entronnen, reitet daher. Er hat ein neues Heim gegründet. Dort erwartet seine Frau Alberta ein Kind. Trotzdem macht der ergraute Dichter der jungen Leonilda den Hof. Mehr noch, Sylvester hält beim Freiherrn um die Hand der Tochter Leonilda an. Der Freiherr windet sich, weist aber das Ansinnen des alten Freundes nicht zurück. Um Bedenkzeit wird gebeten, und Sylvester solle zunächst daheim die Geburt seines Kindes abwarten. Sylvester reitet.
Konrad, ebenfalls fortgeritten, kehrt darauf als Bote des Herrschers zurück. In dem Schreiben, das er bringt, wird der Freiherr erneut zum Kanzler "mit unbeschränkter Vollmacht" ernannt. Natürlich interessiert sich Konrad für Leonilda. Die Schöne nimmt ein Bad. Der junge Krieger dringt zum Weiher, diesem Nixenteich, vor, sieht die liebste, schönste Nixe Leonilda nackt den Fluten entsteigen und schläft auf dem nahen Schloss Mayenau mit ihr. Leonilda entbrennt in Liebe zu Konrad.
Der Freiherr, vom Herrscher zurück, trifft auf den tatendurstigen Krieger und teilt ihm Neuigkeiten mit. Als neuer Kanzler hat der Freiherr den Vater Konrads als Marschall entlassen und Frieden mit dem wehrhaften Nachbarn in die Wege geleitet. Konrad, wutentbrannt, will zur Truppe. Der Freiherr hält den Kämpfer zurück und ist erleichtert, als er von dem neuen schönen jungen Paar, das sich gefunden hat, erfährt.
Da reitet Sylvester auf den Schlosshof ein, um sich Leonilda zu holen. Sylvesters Frau ist bei der Geburt zusammen mit dem Kind gestorben. Vom Freiherrn erhält er seinen Segen nicht mehr. Sylvester gibt sich nicht geschlagen. Er will um Leonilda werben. Aber er wird von der Schönen abgewiesen. Sie bedauert ihn. Sylvester geht in den kühlen Weiher, geht "mit letzter Würde" von dieser Welt, nachdem er sich die Schuld am Tode der Seinen gegeben hat. Dort ruht er. "Denn keine Welle bringt, was jemals in des Weihers Tiefe sank,... je... wieder."
Den Segen des Priesters, den der Freiherr sich für seine Kinder wünscht, braucht das Liebespaar zunächst nicht. Der vom Freiherrn angebahnte Friede kam nicht zustande. Die Waffen sprechen. Als Konrad ins Feld zieht, spricht Leonilda:
Frei zieh' er hin. Ich bleibe frei zurück.
Wie und - ob wir einander wiederfinden,
Weiß nur der Gott, vor dem wir uns vermählt.
Die junge Frau meint ihren heidnischen Gott vom Weiher.
Der Freiherr, gescheitert, gibt sein neues Amt zurück.

## Zitat
- Zur Problematik des Abschieds: "Wer wüßte vorher, ob er wiederkommt?"[7]

## Titel
Der Weiher bezeichnet ein "schillernd grünes Riesenauge", das "aus Erdenschoß empor zum Himmel starrt", einen mythischen Ort, von dem Anselma, die ledig gebliebene Schwester des Freiherrn, meint, sie "hätt' ihn nur geträumt". Dieses Gewässer ist dann doch wirklich, denn Leonilda geht manchmal hin, will sich anscheinend "Rat von ihrem Gott erflehn". Vermutlich ist das also ein heidnischer, offenbar verzauberter Teich. "Böse Geister treiben nachts ihre Spiele dort" und "Nixen schweben".

## Summa vitae
In diesem Spätwerk geht es Schnitzler nicht um Historizität. Vielmehr werden Schreib- und Lebenserfahrungen zelebriert.
- Schöpfung

Schnitzler mag an Voltaires "Gäbe es keinen Gott, so müßte man ihn erfinden" gedacht haben, als er den Kreator Andreas Ungnad, Sekretär des Freiherrn, auf die Bretter stellte. Gegenüber dem Dichter Sylvester behauptet Andreas, die Welt des Weihers auf der Bühne sei komplett von ihm erschaffen. Sogar Andreas habe sich selbst kreiert. Zu allem Überfluss behauptet der Sekretär, er habe sogar Gott erschaffen. Als Andreas vor dem Freiherrn die Gedanken wiederholt, will der Hausherr solche Narretei aus dem Munde des "tollen Ungnad" nicht länger hören.
- Generationenkonflikt

Konrad akzeptiert den Freiherrn, seinen künftigen Schwiegervater, nicht: "Solang er vor mir steht, fühl' immer ich als Jüngling, als Knabe mich. Doch – nun er fort, weiß ich, ich bin ein Mann – und er ist grau und alt." Und fügt bei: "Vergiftet ist die Welt von Greisenatem!"

## Rezeption
- Die Uraufführung war bei Publikum und Kritik ein Erfolg. Trotzdem wurde das Stück bereits nach zwei Monaten vom Spielplan genommen. Albert Heine, der auch Regie führte, äußerte, der Weiher liege in Österreich.[9]
- Scheible[10] bemängelt, Leonildas titelgebender Gang zum Weiher sei unzureichend in das dramatische Geschehen eingearbeitet – habe doch der Autor eigentlich immer eine Aversion gegen das Metaphysische gehabt.
- Perlmann[11] spricht von einem Lesedrama, in dem die Gegenwart zugunsten der Vergangenheit weitgehend zurücktrete. Zwar komme das Stück im historischen Kostüm daher, doch der Autor thematisiere den Untergang der Donaumonarchie. Der Solipsismus und Machismus Sylvesters wirke beinahe lächerlich. Schnitzler erscheine in diesem dramatischen Spätwerk als sein eigener Epigone.
- Perlmann[12] nennt drei weiterführende Arbeiten (Francoise Derré 1966, Harold D. Dickerson 1971, Walter Glogauer 1984).